# Аладдин (мультфильм Golden Films)
«Аладди́н» (англ. Aladdin) — американский мультипликационный фильм, сюжет которого основан на классической истории сборника «Тысяча и одна ночь» об Аладдине и волшебной лампе, переведённого Антуаном Галланом. Создан студией Golden Films и American Film Investment Corporation.
Как и все другие работы Golden Films, мультфильм включал в себя единственную тематическую песню «Потри лампу», написанную и сочинённую Ричардом Гурвицем и Джоном Арриасом. Фильм был выпущен «непосредственно на видео» 27 апреля 1992 года компанией GoodTimes Entertainment (за несколько месяцев до выхода одноимённой диснеевской версии) и переиздана на DVD в 2002 году как часть линейки продуктов дистрибьютора «Collectible Classics».

## Сюжет
Мальчик по имени Аладдин живёт бедной жизнью со своей матерью. Хитрый человек по имени Хасим подходит к Аладдину, утверждая, что он его давно потерянный дядя, и убеждает его отправиться в путешествие, обещая несметные богатства. Оказавшись в каких-то развалинах в пустыне, Хасим произносит заклинание, чтобы открыть пещеру, и Аладдин вдруг осознаёт, что Хасим — точно не его дядя. Хасим привёл его сюда только потому, что он единственный, кто может войти внутрь пещеры. Аладдин неохотно входит в пещеру и находит то, что искал Хасим — старую лампу. Опасаясь, что Хасим убьёт его после того, как он получит то, что хочет, Аладдин отказывается отдать лампу, и Хасим закрывает пещеру, заманивая Аладдина в ловушку. Невольно Аладдин трёт лампу и выпускает на волю могущественного джинна, способного исполнить любое желание. Аладдин загадал желание, чтобы вернуться к себе домой. После его благополучного возвращения мать Аладдина не обращает внимания на лампу, а Аладдин прячет её и молчит о ней.
Четыре года спустя Аладдин очарован дочерью султана Лейлой и пробирается в баню, чтобы увидеть её. Аладдин сбегает от стражи и возвращается домой, чтобы сообщить матери о своём желании жениться на принцессе. На следующий день мать Аладдина преподносит султану мешок с драгоценностями, добытыми им в пещере. Коварный визирь султана (который сам планирует жениться на принцессе) убеждает султана, что его дочь стоит больше, чем драгоценности, и что Аладдин должен принести больше богатств и много слуг. С помощью лампы Аладдин делает это. Султан позволяет Аладдину жениться на Лейле, и Аладдин велит джинну построить дворец рядом с городом, чтобы он с Лейлой мог жить вместе.
Хасим узнаёт об успехе Аладдина с лампой от знахарки Фатимы. Он отправляется во дворец Аладдина. Когда Аладдин отправляется на охоту, Хасим хитростью заставляет Лейлу поменять лампу джинна на новую и загадывает желание, чтобы дворец и принцесса были перевезены в Марракеш. Узнав об исчезновении дочери, султан арестовал Аладдина. До вынесения приговора Аладдину, Фатима (которая не получила свою часть сделки с Хасимом) подходит и раскрывает местонахождение Лейлы. Аладдин, с его матерью под опекой султана и одним месяцем, чтобы всё исправить, отправляется в Марракеш, пробирается в свой дворец и крадёт лампу у спящего Хасима. Вернув лампу в своё владение, Аладдин загадывает желание, чтобы его жена и дворец были возвращены на родину.
Хасим замечает освобождение Аладдина и клянётся отомстить. Он убивает Фатиму и использует её одежду, чтобы замаскироваться под неё, а затем говорит принцессе, чтобы Аладдин пожелал яйцо Птицы Рока, дабы принести им удачу. Однако джинн не в состоянии исполнить это желание, так как птица превосходит его и раскрывает тот фак, что Фатима на самом деле Хасим. Аладдин притворяется больным, чтобы привести Хасима туда, куда он хочет. Дуэль Аладдина и Хасима закончилась тем, что Хасим споткнулся о свою мантию и случайно убил себя. После этого Аладдин и принцесса живут долго и счастливо, уже не опасаясь, что кто-нибудь снова украдёт лампу.

## Роли озвучивали
- Джефф Беннетт — Джин, Хасим, второстепенные роли
- Мори Ламарш — Султан, второстепенные роли
- Кори Бёртон — Али, второстепенные роли
- Кэм Кларк — Аладдин, второстепенные роли
- Кэнди Майло — Фатима, мать Аладдина
- Нэнси Картрайт — принцесса Лейла
- Гэри Гэндмилл — визирь
- Роб Полсен — сын визиря

## Иск Диснея
Вскоре после появления мультфильма компания Disney подала иск о недобросовестной конкуренции и нарушении авторских прав, утверждая, что работа GoodTimes намеренно имитировала стиль изображений, используемых Disney для продвижения своего собственного фильма «Аладдин» (главную роль которого исполняет Робин Уильямс), тем самым обманывая потребителей, заставляя их думать, что они покупают фильм Disney (который ещё не был выпущен на VHS). Однако Федеральный суд отклонил иск на том основании, что Аладдин является общественным достоянием, а упаковка GoodTimes (с усатым джинном золотого или оранжевого цвета) достаточно отличается от диснеевских изображений (с неусатым голубым джинном).